# Micrelenchus festivus
Micrelenchus festivus är en snäckart som beskrevs av B.A. Marshall 1998. Micrelenchus festivus ingår i släktet Micrelenchus och familjen pärlemorsnäckor. Inga underarter finns listade i Catalogue of Life.